# Mary Baker Eddy

Mary Baker Eddy

Mary Baker Eddy (* 16. Juli 1821 in Bow bei Concord, New Hampshire als Mary Morse Baker; † 3. Dezember 1910 in Chestnut Hill bei Boston) gründete 1866 die religiöse Bewegung Christian Science, um „an das Wort und die Taten Jesu Christi zu erinnern“ und um „das ursprüngliche Christentum und dessen verloren gegangenen Aspekt der Heilung wiedereinzusetzen“. Eddy entwickelte in den folgenden Jahren ihre Theologie, veröffentlichte 1875 ihr Hauptwerk Wissenschaft und Gesundheit mit Schlüssel zur Heiligen Schrift und gründete die weltweite Christian-Science-Kirche.

## Kindheit und Jugend
Mary Baker Eddy wuchs als jüngstes von sechs Kindern in einem tief religiösen Elternhaus in Neuengland auf. Ihr Elternhaus wurde von baptistischen, methodistischen und kongregationalistischen Geistlichen frequentiert. Sie trat 17-jährig den Kongregationalisten bei, die anstelle einer Amtskirche die christliche Einzelgemeinde (congregation) befürworteten und das in der Bibel festgehaltene Wort Gottes als höchste Norm anerkennen. Sie rebellierte allerdings gegen den strengen Calvinismus ihres Vaters und die Prädestinationslehre ihrer Kirche. Seit ihrer Kindheit war sie kränklich und blieb der Schule oft fern, weswegen sie nur eine spärliche formelle Bildung hatte. Sie las jedoch gern viel und lernte gut.
1843 heiratete sie George Washington Glover, der im darauf folgenden Jahr an Gelbfieber starb, kurz vor der Geburt ihres Sohnes George Washington Glover, Jr., den sie mit vier Jahren aufgrund prekärer Lebensumstände weggab und erst nach 31 Jahren wiedersah.
1853 heiratete sie den reisenden Zahnarzt Daniel Patterson, der aber häufig abwesend war und seine Frau schließlich 1866 verließ. Sie ließ sich von ihm erst 1876 scheiden.
1877 heiratete sie Asa Gilbert Eddy, einen Heiler und frühen Anhänger ihrer Christian-Science-Lehre, welcher jedoch 1882 starb.

## Erste Schritte
Schon in den 1850er Jahren litt Eddy an verschiedenen Krankheiten, die sie oft ans Bett fesselten. Sie wandte sich der Alternativmedizin zu und ließ sich mit Allopathie, Homöopathie und Hydropathie behandeln. In den 1860er Jahren zeigte sie starkes Interesse an den Methoden des Heilers Phineas Parkhurst Quimby, auf den sich die Neugeist-Bewegung bezog. Eddy verknüpfte mit Quimbys Lehre die Hoffnung, einen Zugang zu dem biblischen Heilen gefunden zu haben. Dessen Autosuggestions-Künste brachten ihr zunächst Linderung und sie forschte nach den Gründen für seine Methode. Allerdings trennte sich Eddys christliche Grundüberzeugung scharf ab von der mesmeristischen Heilungspraxis Quimbys, bei der, wie sie meinte, „nicht Gott im Zentrum steht“.
Nachdem Eddy bekannt geworden war, behaupteten Quimbys Sohn und andere artverwandte Ärzte, dass sie Quimbys Lehre als ihre eigene ausgegeben hätte. Sie räumte zwar ein, Quimbys Schriften ediert zu haben, bestritt aber, dass diese die Quelle für Christian Science gewesen seien.

## Entwicklung der Theologie von Christian Science
Im Winter 1866 rutschte sie auf Glatteis aus und zog sich beim Sturz innere Verletzungen zu. Durch Besinnung auf die Bibel (Mt 9,1-8 , Die Heilung eines Gelähmten) will sie eine spontane Heilung erlebt haben, wobei der sie behandelnde homöopathische Arzt die Heilung später seinem Einfluss zuschrieb. Dieses Erlebnis führte zu einem dreijährigen Bibelstudium und der Entwicklung der Christian-Science-Lehre. Wenig später eröffnete sie eine eigene Heilpraxis. In der Überzeugung, dass Krankheit vor Gott nicht die ihr zugeschriebene Wirklichkeit besitzt und durch ein klareres Verständnis von Gott und seiner Idee, dem Menschen, überwunden werden kann, begann sie ihre sich entwickelnde Lehre in privatem Kreis zu lehren.

## Veröffentlichung des Hauptwerkes und Kirchengründung

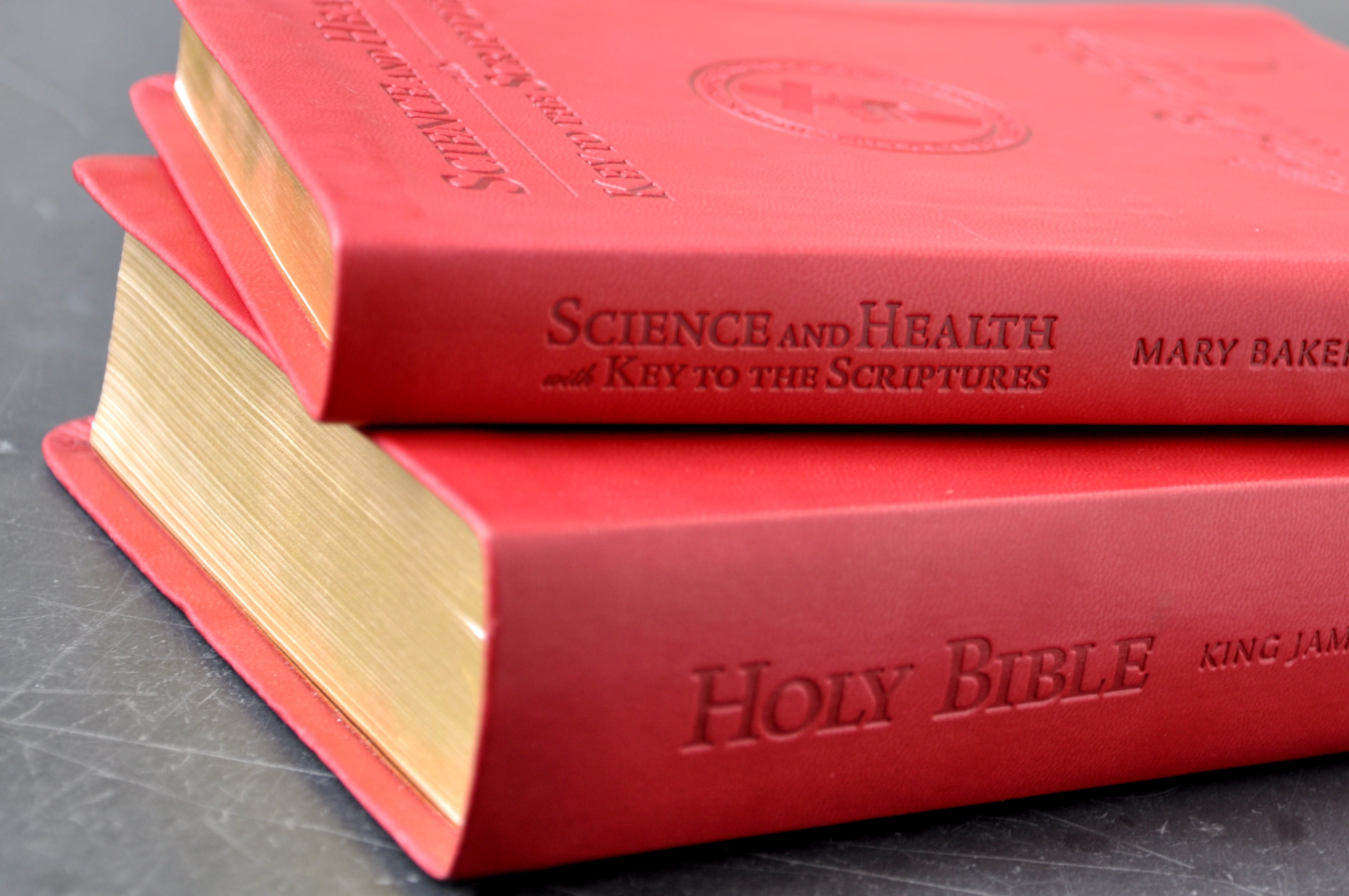
Englische Ausgabe von Wissenschaft und Gesundheit mit Schlüssel zur Heiligen Schrift und Bibel (King James Übersetzung)

1873 wurde sie nach unglücklicher Ehe von Patterson geschieden. 1875 erschien die erste Ausgabe von Wissenschaft und Gesundheit mit Schlüssel zur Heiligen Schrift. Der Veröffentlichung folgte die Gründung einer kleinen Gemeinde (Christian Scientist’s Association), die 1879 zur Gründung der ersten Kirche führte (Church of Christ, Scientist), mit ihr als einziger Pastorin. Einen ihrer sechs Anhänger heiratete sie 1877 und nahm seinen Namen, Eddy, an. 1882 verstarb Asa Eddy; das Haus in Lynn, Massachusetts, in dem sie von 1875 bis 1882 wohnten, ist seit 2021 unter der Bezeichnung Mary Baker Eddy House als National Historic Landmark im National Register of Historic Places eingetragen und als Museum der Öffentlichkeit zugänglich. Mary Baker Eddy widmete ihr restliches Leben dem Aufbau der Kirche (Aufbau des Metaphysical Colleges und Reorganisation). 1892 führt zu dem neuen Namen der Mutterkirche der neuen Religionsgemeinschaft: The First Church of Christ, Scientist und der Revision von Wissenschaft und Gesundheit mit Schlüssel zur Heiligen Schrift, dem Lehrbuch der Religion.

## Spätwerk
Schließlich zog sich Mary Baker Eddy aus der Öffentlichkeit zurück und steuerte ihre Bewegung allein durch Schriften. Die von ihr verfasste Verfassung der Kirche, das „Kirchenhandbuch Der Mutterkirche“, ist heute noch Grundlage der Institutionen der weltweiten Christian-Science-Bewegung.

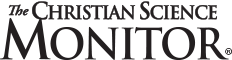
Logo des Christian Science Monitor

Sie gründete die weltliche Wochenzeitung Christian Science Monitor, von der mehrere Artikel mit dem Pulitzer-Preis ausgezeichnet wurden, das Christian Science Journal, den Christian Science Sentinel und den in 17 Sprachen erscheinenden Christian Science Herald.

## Schriften (Auswahl)
- Science And Health. Christian Scientist Publ. Comp., Boston, Mass. 1875.
- Unity of Good and Unreality of Evil. Published by the author, Boston, Mass. 1890.
- Retrospection and introspection. W. G. Nixon, Boston, Mass 1891.
- Pulpit and press. Christian Science Publ. Soc., Boston, Mass. 1895
- Miscellaneous writings 1883–1896, Boston, Mass. 1896.
- Christ and Christmas: a poem. Christian Science Publ. Society, Boston, Mass. 1897.
- Über die christlich-wissenschaftliche Heilmethode der Mary Baker G. Eddy. Leunis, Hannover 1899.
- Christian science versus pantheism and other messages to the mother church. Boston, Mass. 1902.
- Unity of good. Christian Science Publ. Soc., Boston, Mass. 1908.
- Rudimental divine science. Christian Science Publ. Soc., Boston, Mass. 1908.
- No and yes. Christian Science Publ. Society, Boston, Mass. 1908.
- The Christian Science Hymnal : with five hymns. The Christian Science Publishing Society, Boston, Mass. 1909.
- Poems. Christian Science Publ. Soc., Boston, Mass. 1910.
- The First Church of Christ, Scientist and Miscellany. Christian Science Publ. Soc., Boston, Mass. 1913.
- Christian healing and the peoples idea of God: sermons delivered at Boston. Boston, Mass. 1914.
- Retrospection and introspection. Boston, Mass. 1920.
- Science and health with key to the scriptures, Eddy,  Boston, Mass. 1922.
  - dt. Übersetzung: Wissenschaft und Gesundheit mit Schlüssel zur Heiligen Schrift. Plimpton, Norwood, Mass. 1922.
- Handbuch Der Mutter-Kirche: Der Ersten Kirche Christi, der Scientisten in Boston, Massachusetts. Verwaltungsrat für die Testamentarische Verfügung Mary Baker Eddys, Boston, Mass. 1923.
- Anfangsgründe der göttlichen Wissenschaft. Trustees under the Will of M. B. G. Eddy, Boston, Mass. 1928.

## Bibliothek

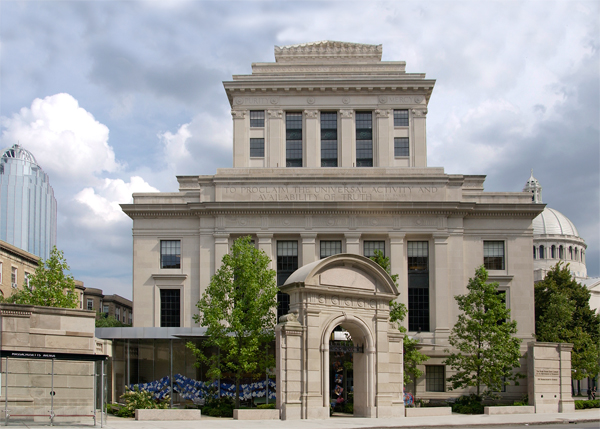
Mary Baker Eddy Bibliothek in Boston

In Boston wurde 2002 die Mary Baker Eddy Bibliothek eröffnet, die sich dem gesellschaftlichen und religiösen Wirken und Werk der gleichnamigen Autorin und Kirchengründerin widmet. Sie steht der Öffentlichkeit offen und bietet darüber hinaus Wissenschaftlern Zugang zu Originaldokumenten und einen Rechercheservice.

## Biographien
- Sybil Wilbur: The Story of the Real Mrs. Eddy, Human Life 1907, dt.: Das Leben der Mary Eddy Baker, Boston 1926
- Robert Peel: Mary Baker Eddy: The Years of Discovery, Mary Baker Eddy: The Years of Trial, and Mary Baker Eddy: The Years of Authority. (englisch) Von Christian Science autorisierte Biografie
- Gillian Gill: Mary Baker Eddy, 1999, Perseus Books, ISBN 0-7382-0227-4 (englisch)
- Mary Baker Eddy: Speaking for Herself, 2002, Writings of Mary Baker Eddy, ISBN 0-87952-275-5 (englisch)
- Willa Cather und Georgine Milmine The Life of Mary Baker G. Eddy and the History of Christian Science, 1909, Nachdruck 1993, University of Nebraska Press, ISBN 0-8032-6349-X (englisch)
- Stefan Zweig: Die Heilung durch den Geist. Mesmer. Mary Baker-Eddy. Freud, S. Fischer Frankfurt/Main ISBN 3-10-097052-7 (E-Text) – „Stefan Zweigs Darstellung erhebt nicht den Anspruch eines wissenschaftlichen Werkes, sondern veranschaulicht im Erzählerischen Möglichkeiten geistig-seelischer Heilung.“ (aus der Ankündigung des Verlags)